# 135
135 је била проста година.

## Догађаји
- Почиње прогон Јевреја, пошто цар Хадријан протерује Јевреје из Јерусалима, а преживели беже широм Римског царства. Многи се насељавају у лукама Медитерана.
- Јерусалим је преименован у Елија Капитолина, у част Хадријана. Легија Ферата обнавља легионарску тврђаву у граду и гради римски храм на брду Голгота.
- Подиже се олтар Јупитеру, на месту храма у Јерусалиму.
- Хадријанова вила, Тиволи је завршена
- Алани нападају Кападокију, одбија их Аријан.

## Рођења
- Јехуда Ха-Наси

## Смрти
- Епиктет, грчки стоички филозоф (р. 50. )
- Рабин Акива, јеврејски учењак и мудрац (р. 50.)
- Рабин Исмаил, јеврејски учењак и законодавац
- Симон бар Кокхба, јеврејски војсковођа